# Пробій (футбольний клуб)
«Проб́ій» — футбольний клуб із міста Городенка Івано-Франківської області. Виступав у чемпіонаті ААФУ в сезонах 1994/95, 2000, 2002, 2023/2024 років. Влітку 2024 року отримав професійний статус і право участі в змаганнях Другої ліги ПФЛ.
Чемпіон Івано-Франківської області 1998/99 і 2001 року. Володар кубка Івано-Франківської області 1996 року.

## Історія
Городенківський «Пробій» є одним з найстаріших футбольних клубів на Івано-Франківщині. Датою створення команди є далекий 1924 рік. За часів СРСР команда носила різні назви, а це зокрема: «Цукровик», «Колос» та «Дністер». Однак під жодною з цих «вивісок» городенківцям не вдалось потрапити до числа призерів елітного обласного чемпіонату.
Зі здобуттям Україною незалежності команда повертає свою історичну назву «Пробій», і вже з середини 1990-х років в Городенці формується самобутній боєздатний колектив, який на той час стає одним із провідних в області. В сезоні 1993—1994 рр. «Пробій» вперше здобуває срібні нагороди, поступившись чемпіонством долинському «Нафтовику». З сріблом чемпіонату команда з Городенки завойовує право представляти Івано-Франківську область в першості України серед КФК. Команда змагається в другій зоні і посідає високе третє місце.
В 1995-му році «Пробій» успішно виступає в кубку області і виходить у фінал, де поступається коломийському «Покуттю» з рахунком 2:5. Через рік «Пробій» знову грає в фіналі і цього разу вже бере реванш в коломиян, перемігши їх в додатковий час з рахунком 2:1. В сезоні-1998/99 городенківці вперше стають чемпіонами області, а 2001 року повторюють цей успіх. У 2000 і 2002 роках «Пробій» також бере участь у чемпіонаті України серед аматорів.
Після серії успішних виступів приходить спад, і з 2005 по 2010 роки команда балансує між 10 і 12 місцями вищого дивізіону. Чемпіонат області 2010 року «Пробій» завершує на високому 4-му місці.
«Пробій» зразка 2012 року — це вже зовсім інша команда. Перед початком чемпіонату до районного центру повним складом перейшов інший колектив Городенківщини — «Яспіль» з Ясенева Пільного на чолі з президентом Степаном Чижевським і головним тренером Ігорем Мельничуком. В попередньому році яспільці грали на калуському стадіоні «Хімік» у фіналі Кубка області проти «Карпат» з Коломиї, в якому поступилась — 1:3. Кістяк «Пробою» склали досвідчені А. Синчишен, Р. Буртник, С. Шпільчак і Г. Паращій. Був у заявці городенківців також легіонер з Камеруну Роже Тібо Муамгюе Муамгюе.
У кілька наступних років «Пробій» перебував у статусі «середняка» обласного футболу, а 2016 року взагалі припинив свою участь в аматорських змаганнях. 2018-го клуб повернувся на обласну футбольну арену Івано-Франківщини. У сезоні 2023/24 «Пробій» паралельно з обласним турніром заявився для участі у аматорському чемпіонаті України, в якому зумів здобути історичні для себе срібні нагороди. Водночас на обласному рівні городенківці вийшли до фіналу кубка та вибороли бронзові медалі чемпіонату. 
Влітку 2024-го, у рік сторіччя городенківського футболу, клуб отримав професійний статус і розпочав виступи у Другій лізі ПФЛ та Кубку України.

## Склад команди
Станом на 31 березня 2025  року відповідно до офіційної заявки на сайті ПФЛ
| №  | Поз. | Нац.    | Гравець               |
| -- | ---- | ------- | --------------------- |
| 1  | ВР   | Україна | Роман Сердюк          |
| 24 | ВР   | Україна | Іван Піцан            |
| 2  | ЗХ   | Україна | Володимир Радульський |
| 3  | ЗХ   | Україна | Іван Білий            |
| 4  | ЗХ   | Україна | Ярослав Пархуць       |
| 5  | ЗХ   | Україна | Володимир Савчин      |
| 13 | ЗХ   | Україна | Ігор Білик            |
| 16 | ЗХ   | Україна | Ігор Гук              |
| 21 | ЗХ   | Україна | Андрій Ріжко          |
| 30 | ЗХ   | Україна | Владислав Феліпович   |
| 90 | ЗХ   | Україна | Владислав Бабанін     |
| 7  | ПЗ   | Україна | Микола Сікач          |

| №  | Поз. | Нац.    | Гравець                   |
| -- | ---- | ------- | ------------------------- |
| 8  | ПЗ   | Україна | Богдан Дриган             |
| 9  | ПЗ   | Україна | Євген Данилюк             |
| 10 | ПЗ   | Україна | Богдан Оринчак            |
| 11 | ПЗ   | Україна | Іван Сондей               |
| 15 | ПЗ   | Україна | Руслан Харук              |
| 17 | ПЗ   | Україна | Володимир Іваничук        |
| 19 | ПЗ   | Україна | Іван Дмитрук              |
| 22 | ПЗ   | Україна | Ростислав Волошинович     |
| 31 | ПЗ   | Україна | Роман Борисевич (капітан) |
| 71 | ПЗ   | Україна | Владислав Семотюк         |
| 33 | НП   | Україна | Микита Шарабура           |
| 77 | НП   | Україна | Василь Палагнюк           |

## Статистика виступів
| Сезон   | Ліга      | М    | І  | В  | Н | П | ГЗ | ГП | О  | Кубок України | Примітка                       |
| ------- | --------- | ---- | -- | -- | - | - | -- | -- | -- | ------------- | ------------------------------ |
| 2024/25 | Друга «А» | з 10 | 18 | 13 | 2 | 3 | 42 | 15 | 41 | 1/8 фіналу    | виграш в матчах за перше місце |

## Відомі гравці
- Борисевич Володимир
- Волошинович Ростислав
- Крижанівський Володимир
- Оринчак Богдан

- Ощипко Ігор
- Піцан Іван
- Сондей Іван